# Dagor Bragollach
Dagor Bragollach, también llamada Batalla de la Llama Súbita y Cuarta Batalla, es una batalla ficticia que tiene lugar dentro del legendarium creado por el escritor británico J. R. R. Tolkien y que es narrada en la novela El Silmarillion. Es una de las grandes batallas de las Guerras de Beleriand, librada en el invierno del año 455 de la Primera Edad del Sol. Comenzó cuando Morgoth rompió el Sitio de Angband, lanzando ríos de llamas que abrasaron Ard-Galen (de forma similar a un gran flujo piroclástico), las laderas inferiores de Dorthonion y las Ered Wethrin, matando a muchos Noldor atrapados en la llanura.

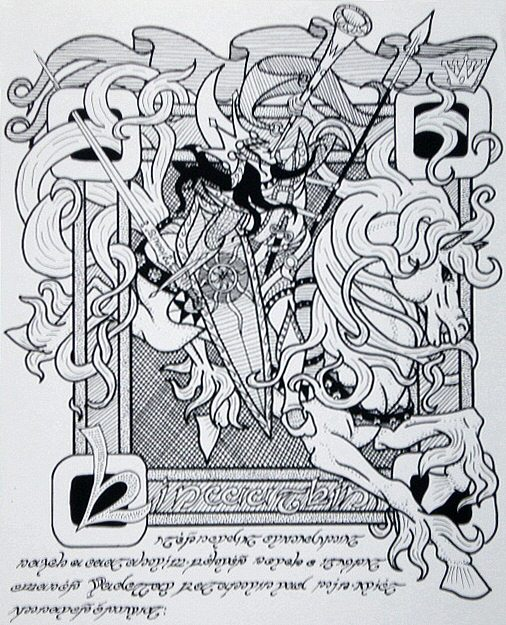
La cabalgata final de Fingolfin hacia las puertas de Angband.

Detrás del fuego marcharon los vastos ejércitos de Morgoth, compuestos de orcos y Balrogs y de Glaurung. En el oeste, Fingolfin y Fingon tuvieron que retroceder a las Ered Wethrin, y Hador resultó muerto en Eithel Sirion. Finrod, que defendía el paso del Sirion, casi fue abatido, pero Barahir lo rescató y pudieron conservar el Paso. En Dorthonion, los Noldor y los Edain fueron superados; Aegnor, Angrod y Bregolas murieron, y la Primera Casa de los Edain jamás se recuperó del todo de las pérdidas sufridas. En el este, el Aglon fue forzado después de una amarga lucha, pero Maedhros reagrupó a las fuerzas de su Casa en Himring y volvió a cerrar el paso. No obstante, Glaurung conquistó entonces Lothlann y atravesó por la fuerza la Hondonada de Maglor, y Thargelion y Beleriand Este fueron asoladas al norte de las Ramdal.
Aunque Morgoth jamás abandonó su ofensiva después de la Dagor Bragollach, se consideró que la batalla en sí finalizó con la llegada de la primavera. El resultado final fue la pérdida de Ard-Galen y Dorthonion y el serio debilitamiento de la Frontera de Maedhros.
- Datos: Q1765728